# Utsehta
Utsehta (Little Osage) jedna od tri geografske grupe ili bande Osage Indijanaca s rijeke Little Osage, pritoke Osage. Ova skupina prema Sibleyu, koji tekst piše 1820, imala je tri sela na rijeci Neosho s 1,000 duša od kojih su 300 bili lovci i ratnici, a među njima je bilo i oko dvadeset obitelji Missouri Indijanaca. Godine 1800. njihovo selo na rijeci Little Osage napala je i uništila skupina Kickapoo Indijanaca koja je 1763. iz Illinoisa prešla Mississippi, i nastanila se sjeverno od St. Louisa, te ubila 50 njihovih ratnika. Potomci im danas žive u Oklahomi. Ime Utsehta znači ("Campers on the lowland.") 

## Vanjske poveznice
- Lands of the Osage Indians